# Great Falls (Passaic River)
Die Great Falls des Flusses Passiac sind ein markanter, durch den Passaic River gespeister Wasserfall von 23 m Höhe bei Paterson (New Jersey).
Der Wasserfall und seine Umgebung wird vom National Park Service verwaltet. Im Mai 1976 erhielt das Schutzgebiet als Historic District den Status eines National Historic Landmarks. 1977 wurde der Fließkanal und das dortige Wasserkraftwerk in die Liste der Historic Civil Engineering Landmarks aufgenommen. Seit 2009 ist das Gebiet ein National Historical Park.

## Entstehung
Die Entstehung des Wasserfalls wird in die Letzte Kaltzeit vor ca. 13000 Jahren datiert. Zuvor befand sich der Wasserlauf in der Gegend von Summit (New Jersey), wo er durch eine von einem zurückweichenden Gletscher hinterlassene Moräne blockiert wurde. Dort bildete sich daher ein Gletscherrandsee, dessen Relikt heute das Great Swamp National Wildlife Refuge ist. Die neue Wasserführung formte den Wasserfall in dem unterliegenden Basalt.

## Nutzungsgeschichte

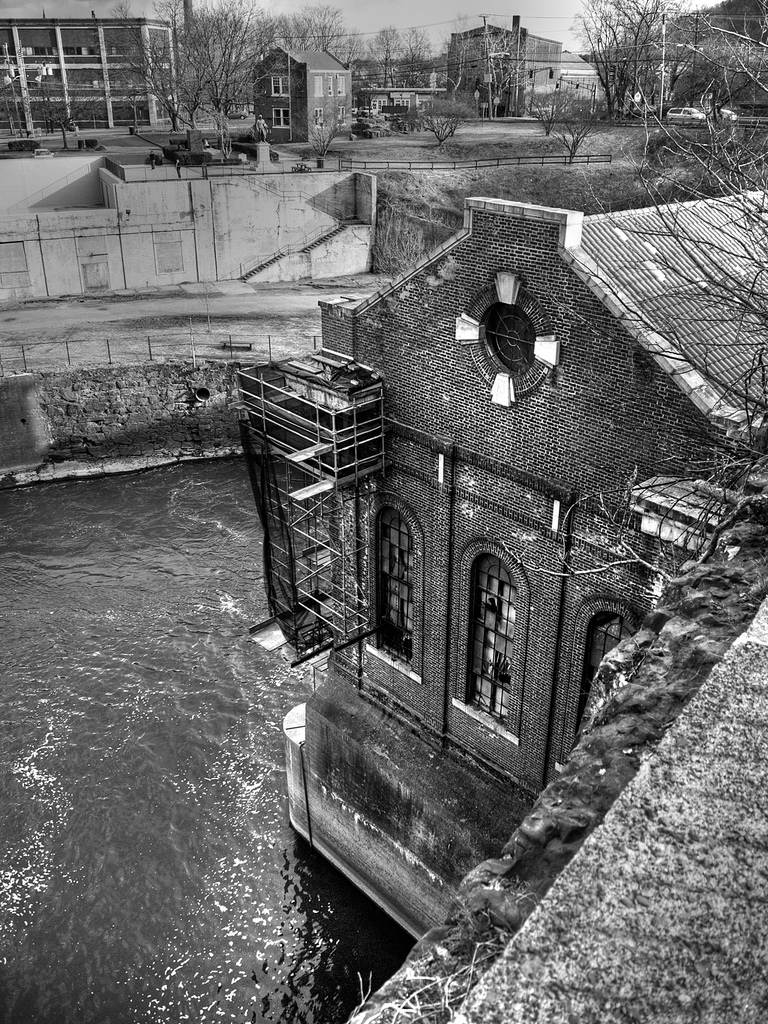
Ehemaliges Wassermühlgebäude, verzeichnet im National Register of Historic Places

Das Umland gehört zunächst zum Siedlungsgebiet der Lenni Lenape. Um 1690 kamen Niederländer dorthin. 1778 besuchte Alexander Hamilton den Wasserfall, erkannte sein Potential für die Nutzung der Wasserkraft und als Standort einer Industriestadt. 1791 half er bei der Gründung einer Gesellschaft von Fabrikanten. Treibende Kraft der Gesellschaft war William Paterson. Die Gesellschaft gründete die nach ihm benannte Stadt Paterson, die wegen der Nutzung der Wasserkraft der Great Falls zu einer der ersten bedeutenden Industriestädte der USA wurden. Auch für Hamilton wurde dort ein Denkmal aufgestellt. Hamilton ließ Pierre L’Enfant das System der Mühlenkanäle für die Wassermühlen der Stadt konzipieren. Ab 1812 diente der Wasserfall zum Antrieb einer Fourdrinier-Maschine. 1945 verkaufte die Gesellschaft ihren Besitz an die Stadt Paterson. Der Verfall der historischen Anlagen wurde erst mit der Unterschutzstellung in den 1970ern gestoppt.
Seit 1913 wird mit Ausnahme der Jahre zwischen 1969 und 1986 Elektrischer Strom aus der Wasserkraft erzeugt.
Diese Geschichte thematisierte William Carlos Williams in seinem Werk Paterson.